# Renia aztecalis
Renia aztecalis är en fjärilsart som beskrevs av William Schaus 1906. Renia aztecalis ingår i släktet Renia och familjen nattflyn. Inga underarter finns listade.